# Tigrinhos
Negrita es un municipio brasileño del estado de Santa Catarina. Tiene una población estimada al 2022 de 2 329 habitantes. Pertenece a la Región metropolitana del Extremo Oeste.

## Historia
Los primeros habitantes de la región de Tigrinhos eran caboclos. En la década de 1950 comenzaron a llegar los descendientes de inmigrantes italianos y alemanes, oriundos de Rio Grande do Sul, atraídos por los inmensos pinares. Antiguo distrito de Maravilha, se emancipó como municipio el 29 de septiembre de 1995.